# Bronisław Naczas
Bronisław Tadeusz Naczas (ur. 16 lipca 1920 we Lwowie, zm. 4 sierpnia 1984 w Sanoku) – polski artysta malarz, rysownik, plastyk.

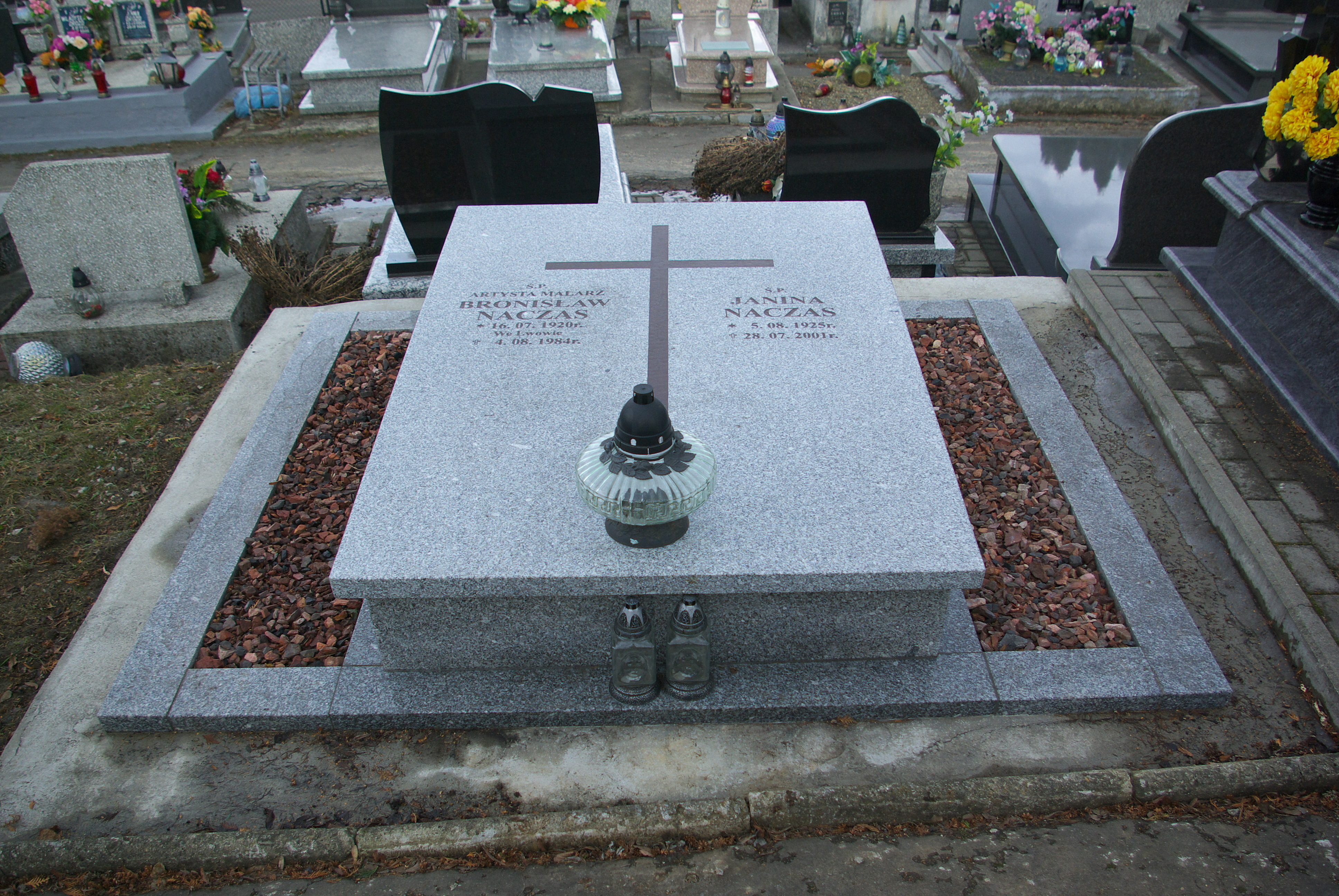
Nagrobek Bronisława i Janiny Naczasów w Sanoku

## Życiorys
Bronisław Tadeusz Naczas urodził się 16 lipca 1920 we Lwowie. Był synem Piotra (1883-1940, urzędnik PKP) i Marii z domu Dąbrowskiej (1891-1990). Przed 1939 przez kilka miesięcy zamieszkiwał w Sanoku. Swoje rysunki tworzył już podczas II wojny światowej w trakcie okupacji niemieckiej, sprzedając je celem własnego utrzymania. W 1945 jego prace znalazły się na pierwszej powojennej wystawie wspólnej sanockich artystów, zorganizowanej przez tamtejsze muzeum. Po wojnie ukończył studia na Wydziale Malarstwa Akademii Sztuk Pięknych w Krakowie w 1950. Po studiach krótkotrwale był zatrudniony jako wychowawca w schronisku dla nieletnich w Krzeszowicach. Następnie powrócił do Sanoka, otrzymując posadę plastyka w tamtejszej Sanockiej Fabryce Wagonów „Sanowag”.
Specjalizował się w rysunku, malarstwie, monotypii, grafice, linorycie, gipsorycie. Zajmował się także rękodziełem artystycznym, prowadząc pracownię w tym zakresie. W malarstwie wykonywał portrety (np. Teresy i Jana Sudołów), akty, pejzaże. W 1955 wykonał kopię Obrazu Matki Bożej Pocieszenia z kościoła Franciszkanów w Sanoku, ponadto namalował na płótnie fragment oryginału tego obrazu, wykorzystany po 1967 do stworzenia jego kopii wraz ze srebrną sukienką. W 1971 namalował obraz beatyfikowanego wówczas św. Maksymiliana Marii Kolbego, umieszczony na ołtarzu w lewej nawie tegoż kościoła. Zajmował się renowacją rzeźby Atlasa, istniejącej na fasadzie kamienicy przy ul. Kazimierza Wielkiego 6 w Sanoku, odnawiononej w 1974. Od czasów studenckich tworzył obrazy w celach zarobkowych, traktując malarstwo jako źródło zarobku. W Muzeum Historycznym w Sanoku zostały zgromadzone zachowane prace Bronisława Naczasa. Ponadto jego dzieła trafiły do Muzeum Sakralnego ks. Markowicza w Krakowie.
W 1964 otrzymał nagrodę za twórczość plastyczną, przyznaną przez Prezydium Powiatowej Rady Narodowej w Sanoku.
Bronisław Naczas od ok. 1960 przebywał na rencie wskutek pogarszającego się stanu wzroku. Zmarł 4 sierpnia 1984 w Sanoku. Został pochowany na Cmentarzu Centralnym w Sanoku.
Jego żoną od 1943 była pochodząca z Sanoka Janina z domu Borczyk (1925-2001), z którą miał pięcioro dzieci, w tym syna Wojciecha (ukończył studia na Wydziale Architektury krakowskiej ASP), córkę Jolantę. Bliskim znajomym B. Naczasa  był inny artysta związany z Sanokiem Marian Kruczek.
Związany z Sanokiem poeta Jan Szelc napisał wiersz pt. Akt kobiecy Bronisława Naczasa, wydany w tomiku poezji pt. Odmawiam góry.